# Eleanor Friedberger
Eleanor Friedberger (* 2. září 1976, Oak Park, Illinois) je americká zpěvačka a kytaristka. V roce 2000 založila se svým bratrem Matthewem skupinu The Fiery Furnaces. Skupina přestala být po roce 2010 aktivní a oba její členové se začali věnovat vlastním aktivitám. Zpěvačka vydala v roce 2011 u společnosti Merge Records své první sólové album nazvané Last Summer, druhé Personal Record následovalo o dva roky později. Mezi své vzory řadí například Johna Calea.

## Sólová diskografie
- Last Summer (2011)
- Personal Record (2013)
- New View (2016)
- Rebound (2018)